# ما سيو كوان
ما سيو كوان (28 مارس 1991 بهونغ كونغ في الصين - ) هو مدرب كرة قدم ولاعب كرة قدم صيني في مركز الدفاع. لعب مع Metro Gallery FC ‏ وHappy Valley AA ‏ وHong Kong Sapling ‏ وWing Yee FT ‏ وTuen Mun SA ‏.

## وصلات خارجية
- ما سيو كوان على موقع قاعدة بيانات كرة القدم.إي يو (الإنجليزية)